# 스쿠르콜라마르시카나
스쿠르콜라마르시카나(이탈리아어: Scurcola Marsicana)는 이탈리아 아브루초주 라퀼라도에 있는 코무네이다.

## 자매 도시
- 독일 파사우